# Paranephelium xestophyllum
Paranephelium xestophyllum är en kinesträdsväxtart som beskrevs av Friedrich Anton Wilhelm Miquel. Paranephelium xestophyllum ingår i släktet Paranephelium och familjen kinesträdsväxter. Inga underarter finns listade i Catalogue of Life.